# Бобров, Александр Константинович
Александр Константинович Бобров (24 сентября (7 октября) 1915, Пенза, Российская империя — 28 ноября 1998, Кемерово, Кемеровская область, Россия) — почётный гражданин Кемеровской области, Герой Кузбасса (2015). Артист оперетты (баритон), оперный певец. Член КПСС с 1944 года.

## Биография
Александр Константинович Бобров родился 24 сентября (7 октября) 1915 года в Пензе.
Отец — Константин Бобров, занимал инженерную должность на Урало-Рязанской железной дороге, погиб через три месяца после рождения сына. Мать — Варвара Петровна Боброва (Киселёва) (18 декабря 1894 — 19 ноября 1972), хорист театра оперы и балета. В школу Александр Бобров пошёл в 1922 году в Симбирске.
В 1931-1938 гг. — балетмейстер, артист балетной труппы Куйбышевского театра музыкальной комедии, с 1938 года — артист Узбекского республиканского театра музыкальной комедии (Ташкент).
Ушёл на фронт в 1941 году. Служил сначала в зенитной части, где прошёл курс молодого бойца, затем встал в ряды 389-й стрелковой дивизии. В 1944 году незадолго до взятия Берлина был тяжело ранен. Встретил победу в Праге. Награждён Орденом Красной Звезды (1944), медалью «За победу над Германией в Великой Отечественной войне 1941–1945 гг.», медалью «За освобождение Праги», медалью «За взятие Берлина», медалью «За оборону Кавказа». Служил до 1946 года, руководил концертной бригадой.
Пришёл в Кемеровский театр музыкальной комедии в 1949 году. С первых дней в театре играл много ролей простаков, комиков, сразу полюбился зрителям за свой неповторимый талант и огромное обаяние. Богатое чувство юмора, великолепная пластика, голос — небольшой, но запоминающийся выразительнейшими интонациями… Таким знали солиста Боброва и коллеги, и зрители. Его Бони в «Сильве», Никош в «Весёлой вдове», Фальк и дежурный по тюрьме в «Летучей мыши», Афанасий Иванович в «Сорочинской ярмарке», Яшка-артиллерист в «Свадьбе в Малиновке», Мишка Япончик в «На рассвете», Яков Наконечников в «Белой акации», Сако в «Кето и Котэ» и многие другие персонажи вошли в золотой фонд театрального искусства Кузбасса. В 1956 году был удостоен звания «Заслуженный артист РСФСР».
В 1965 году Александру Константиновичу Боброву первому из кузбасских артистов было присвоено звание «Народный артист РСФСР». В 1968 году был награждён орденом Ленина. Боброву первому из кузбассовцев было присвоено звание Почётного гражданина Кемеровской области в 1995 году.
Александр Бобров скончался 28 ноября 1998 года в Кемерово.
В 2015 году Александру Боброву было присвоено звание «Герой Кузбасса» (посмертно).

## Театральные работы
- Микки — И. Дунаевский «Вольный ветер» (1949)
- Мак-Плют — Н. Богословский «Одиннадцать неизвестных» (1949)
- Каскада — Ф. Легар «Весёлая вдова» (1949)
- Никош — Ф. Легар «Весёлая вдова» (1955; 1978)
- Афанасий Иванович — А. Рябов «Сорочинская ярмарка» (1949; 1965)
- Цыган Хвенько — А. Рябов «Сорочинская ярмарка» (1949)
- Лёня Глазкин — А. Лепин, «Есть на Волге городок» (1949)
- Бони («Сильва» И. Кальмана)
- Никош («Весёлая вдова» Ф. Легара)
- Дулитл («Моя прекрасная леди» Ф. Лоу)
- Яшка-артиллерист («Свадьба в Малиновке» Б. Александрова)
- Граф Кутайсов («Холопка» Н. Стрельникова)
- Яков Наконечников («Белая акация» И. Дунаевского)
- Сако («Кето и Котэ» В. Долидзе)
- Мишка-Япончик («На рассвете» О. Сандлера)
- Профессор Горностаев («Товарищ Любовь» В. Ильина)
- Соломон Боррей («Солнце Лондона» Кимишела)
- Герман "Грозный" («Роз-Мари» Стотгарта и Фримля)
- Селестен - Флоридор («Мадемуазель Нитуш» Ф. Эрве)
- Министр торговли («Герцогиня из Чикаго» И. Кальмана)

## Память
- Именем Боброва назван Музыкальный театр Кузбасса им. А. Боброва.
- В 1999 году именем актёра была названа улица в Кемерово, где находится Дом актёра и сквер перед ним.
- В городе Кемерово, на доме по адресу улица Красная, дом 4, в котором жил Александр Бобров, установлена мемориальная доска.
- Администрацией Кемеровской области учреждена премия имени А. К. Боброва, которая присуждается за особые заслуги в развитии театрального искусства Кузбасса.
- В память о Боброве в 2021 году была презентована книга «Александр Бобров: роли и жизнь» Евгения Чирикова из цикла «Замечательные люди Кузбасса».